# Hvězdicový polymer

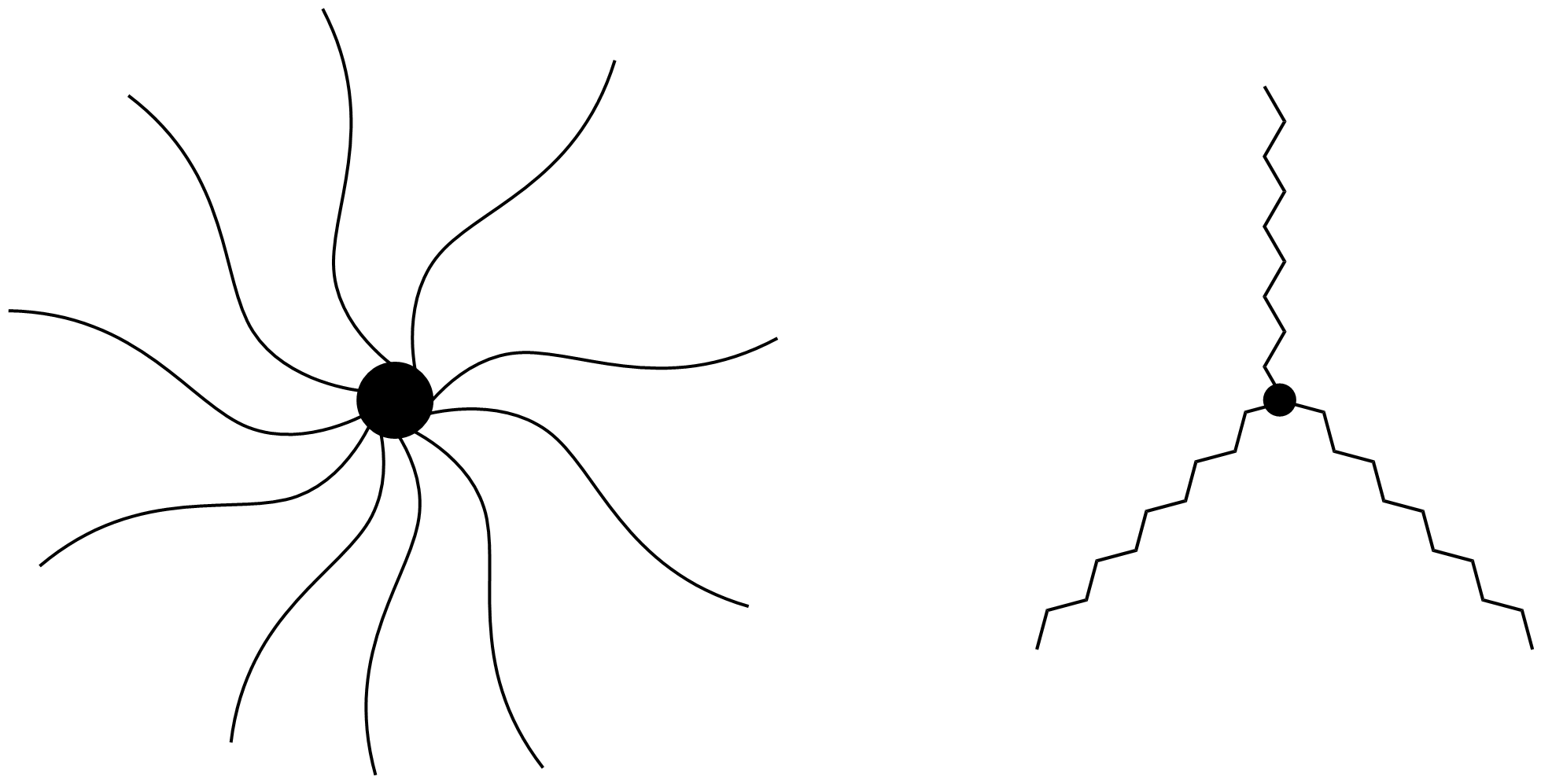
Znázornění hvězdicových polymerů

Hvězdicové polymery jsou polymery obsahující nejméně tři lineární řetězce napojené na centrální jádro. Jádrem může být atom nebo molekula (i makromolekula), na které se napojují postranní řetězce („větve“). Hvězdicové polymery, u kterých jsou všechny větve stejně dlouhé a mají stejné složení, se naznačují jako homogenní, ostatní jsou heterogenní.
Tvar těchto polymerů a vlastnosti z něj vyplývající, jako jsou kompaktní struktura, snadná příprava a jedinečné reologické vlastnosti je činí potenciálně využitelnými v biomedicíně, termoplastech,, nanoelektronice i jiných oblastech.

## Historie
Hvězdicové polymery objevili John Schaefgen a Paul Flory v roce 1948 při výzkumu víceřetězcových polymerů, kdy vytvořili hvězdicové polyamidy. Další významný článek na toto téma vydal v roce 1962 Maurice Morton; kdy popsal způsob tvorby hvězdicových polymerů s dobře definovaným složením pomocí živé aniontové polymerizace. Od té doby vznikají další studie zaměřené na přípravu, vlastnosti a využití hvězdicových polymerů.

## Názvosloví
Podle Mezinárodní unie pro čistou a užitou chemii (IUPAC) se hvězdicové polymery označují předponou star-, kterou lze rozšířit na f-star-, kde f je počet větví. Polymer se třemi různými sloučeninami vytvářejícími větve, ale neznámým počtem a rozmístěním větví by měl název typu star-(polyA; polyB; polyC). Pokud je znám počet větví a také jejich rozdělení, tak může jít například o označení 6-star-(polyA(f3); polyB(f3)), kde jsou z 6 větví 3 tvořeny polymerem polyA. Hvězdy obsahující pouze jeden druh polymeru (o stejné molekulové hmotnosti) se označují jako pravidelné hvězdy.

## Vlastnosti

### Struktura
Hvězdicové polymery obsahují centrum, ze kterého vycházejí nejméně tři polymerní řetězce. Tyto větve mohou být chemicky totožné (pak jde o homohvězdy) nebo odlišné (heterohvězdy). Větve mohou být tvořeny i více polymery, potom se jedná o hvězdové blokové polymery či hvězdové kopolymery. Vlastnosti hvězdových polymerů jsou ovlivňovány strukturou, délkou a počtem větví .

### Dynamické a reologické vlastnosti
Hvězdicové polymery mají, ve srovnání se svými lineárními analogy o stejných molekulových hmotnostech a složení, jedinečné reologické a dynamické vlastnosti; vyznačují se menšími hydrodynamickými poloměry a nižšími viskozitami. Viskozita se zvyšuje s počtem a molekulovými hmotnostmi větví až do chvíle, kdy je rozvětvení nasycené, poté již viskozitu ovlivňují pouze molekulové hmotnosti větví. Heterogenní hvězdy mívají, v důsledku silnějších odpudivých interakcí, větší viskozity a hydrodynamické poloměry než odpovídající homohvězdy. Hvězdicové polymery se také oproti lineárním vyznačují nižšími hodnotami teplot tání a krystalizace a menší krystaličností.

## Příprava a výroba

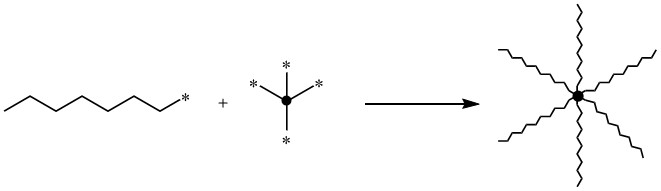
Syntéza začínající u větví; * označuje aktivní funkční skupiny

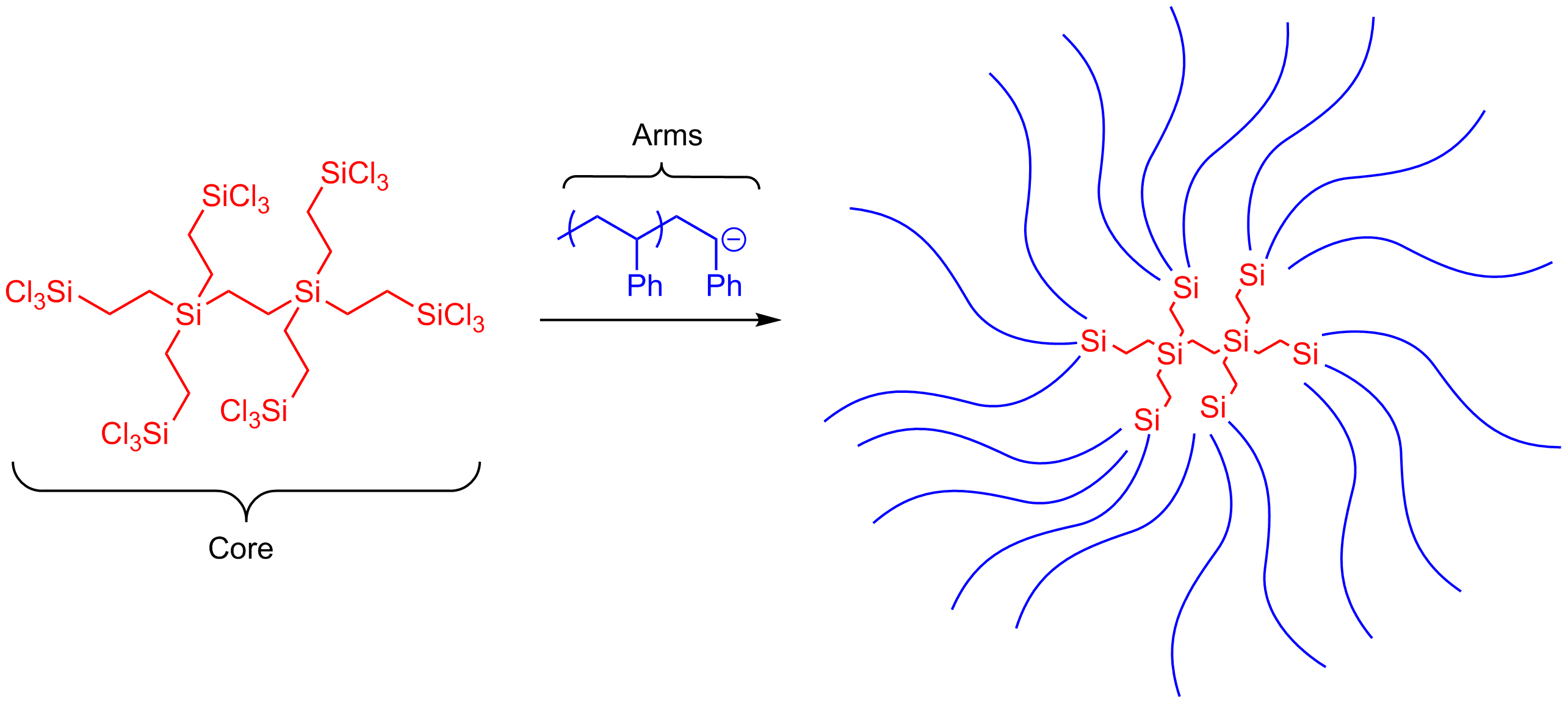
Syntéza začínající u větví s využitím chlorsilanového jádra a aniontových monomerů

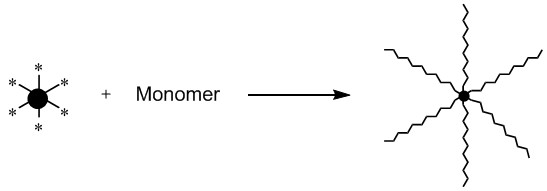
Syntéza začínající u jádra; * označuje aktivní funkční skupiny

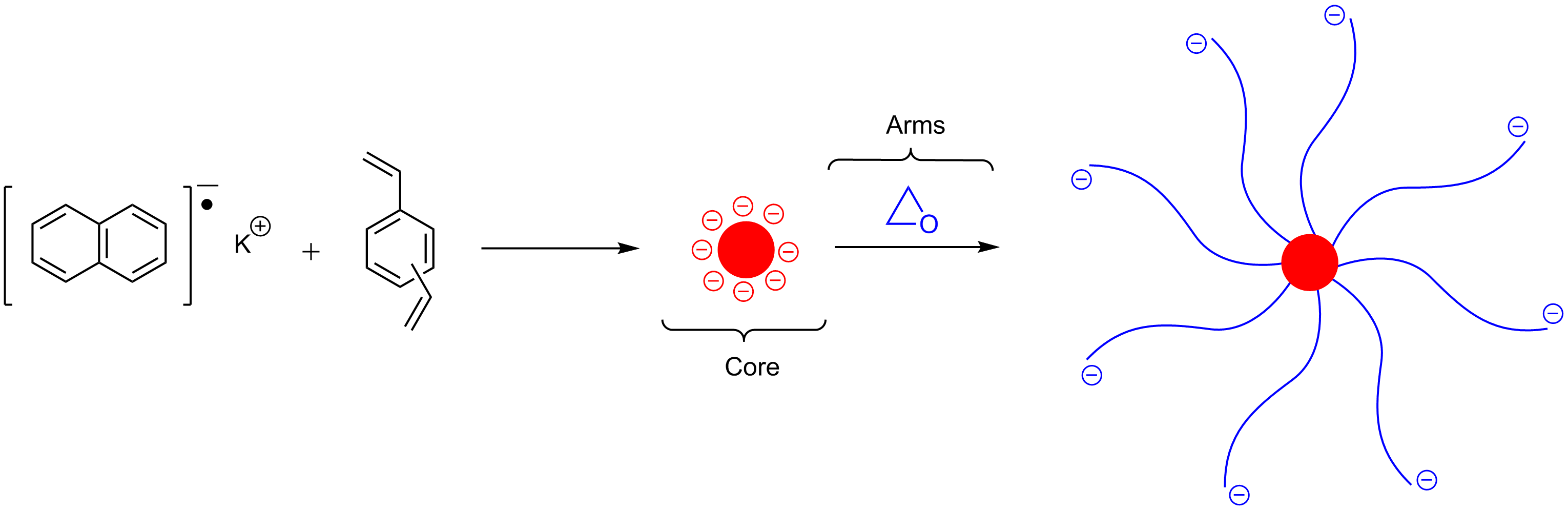
Syntéza polyethylenoxidových hvězdicových polymerů začínající u jádra, s navazováním substituentů pomocí divinylbenzenu

Hvězdicové polymery lze vytvořit několika způsoby; nejčastější jsou syntéza začínající u větví, kdy se jako iniciátory používají živé řetězce, a syntéza začínající u jádra, kdy jako iniciátor slouží jádro.
Dalšími způsoby jsou: řízené sol-gelové procesy, polymerizace s přenosem skupin, reakce katalyzované přechodnými kovy, živé aniontové polymerizace, živé kationtové polymerizace, polymerizace s otevíráním kruhu, polymerizace metatezí s otevíráním kruhu a řízené radikálové polymerizace.

### Syntéza začínající u větví
Syntéza začínající u větví (též konvergentní) využívá jako prekurzory monofunkční živé polymery se známými vlastnostmi. Aktivní místa na koncích jejich řetězců lze řídit pomocí jader z multifunkčních polymerů. Takto vytvořené hvězdicové polymery mají homogenní postranní skupiny. Syntéza začínající u větví je nejúčinnějším způsobem výroby hvězdicových polymerů, protože lze každý krok snadno ovládat; větve a jádro je možné izolovat a prozkoumat před provedením stechiometrické reakce, díky čemuž je možné přímo a přesně měřit jejich funkcionality.
Syntézy začínající u větví často využívají aniontové polymerizace, kdy jako anionty slouží větve, které reagují s jádrem obsahujícím deaktivující skupiny, kterými jsou často chlorsilany, chlorované odstupující skupiny, nebo deaktivující alkeny. Nejreaktivnější jsou chlorsilanová jádra, která s karboaniontovými živými polymery reagují kvantitativně nebo téměř kvantitativně; při tom dochází k elektrofilním substitucím na vazbách Si-Cl. Takto vytvořené větve jsou homogenní a produkty mají dobře popsatelné struktury. Protože jsou jak větve, tak i jádro reaktivní, kdy jádra obsahují vazby Si-Cl a jsou náchylné k elektrofilním substitucím, tak mají vzniklé polymery nízké indexy polydisperzity.

### Syntéza začínající u jádra
Syntéza začínající u jádra (též divergentní) používá jako iniciátory multifunkční jádra sloužící pro několik větví současně. Tento postup je složitější než syntéza začínající u větví, protože nalezení odpovídajícího a dostatečně stabilního jádra je, stejně jako zkoumání struktury produktu, obtížné.
Syntéza začínající u jádra byla poprvé provedena v roce 1988 funkcionalizací divinylbenzenu naftalenidem draselným za vzniku multifunkčního jádra. Jádro následně reagovalo s ethylenoxidem za vzniku hvězdicového polymeru. Podobně jako u většiny syntéz začínajících u jádra reakci ztěžovaly gelovatění a vysoká viskozit. Vzniklé polymery byly zkoumány chromatografií s vyloučením velikosti a statickým rozptylem světla.

## Použití
Přestože byl vydán velký počet studií zabývajících se hvězdicovými polymery, tak je jejich praktické využití omezené, i když se s postupem výzkumu rozšiřuje. Jako příklady lze uvést:
- Asymetrické hvězdicové polymery lze použít jako příměsi do termoplastických elastomerů.[7] Mimo jiné se vyznačují vysokou tuhostí pružností a tepelnou odolností.
- Hvězdicové polymery jsou složkami některých motorových olejů.[18] Jejich nižší viskozita oproti lineárním polymerům je činí vhodnými do kapalin vyžadujících nízké viskozity.
- Nízká gelační koncentrace telechelických a semitelechelických hvězdicových polymerů mají využití při výrobě hydrogelů.[1] Způsobeny jsou větší četností mezimolekulových interakcí oproti lineárním polymerům , protože hvězdicové polymery mají více funkčních skupin v určitém objemu.